# Departamento de Educação, Emprego e Relações Laborais
O Departamento de Educação, Emprego e Relações Laborais (em inglês: Department of Education, Employment and Workplace Relations) foi um departamento do governo da Austrália. Em 18 de setembro de 2013, ele foi dividido em dois: o Departamento de Educação e o Departamento do Emprego.
Foi formado em 2007 e absorveu os antigos departamentos de Educação, Ciência e Formação e Emprego e Relações de Trabalho. Em decorrência de um Despacho de Disposições Administrativas de 18 de setembro de 2013, foram criados os Departamentos de Educação e de Emprego, a partir do antigo Departamento de Educação, Emprego e Relações do Trabalho.